# ジャスト・ザ・トゥー・オブ・アス: ザ・デュエッツ・コレクション (Vol.1)
『ジャスト・ザ・トゥー・オブ・アス: ザ・デュエッツ・コレクション (Vol.1)』 (Just the Two of Us: The Duets Collection (Vol. 1))
は、オリビア・ニュートン＝ジョンの死後に発表されたコンピレーション・アルバム。2023年5月5日にプライマリー・ウェイヴから発売された。このアルバムはオリビアがそのキャリアの中で発表してきたデュエット曲だけを集めたコレクションであり、いくつかの未発表曲や生前最後のレコーディングも含まれる。娘クロエ・ラッタンジーとの「ウィンドウ・イン・ザ・ウォール」、ポール・アンカとの「プット・ユア・ヘッド・オン・マイ・ショルダー」、ドリー・パートンとの「ジョリーン」などがアルバムからのシングルとして先行リリースされ、この内前者2曲はオリビアが亡くなる前に発表され、パートンとの「ジョリーン」はオリビアにとって生前最後のレコーディングとなった。
アルバムはARIAアルバムチャートで29位に初登場した。

## 背景と内容
『ジャスト・ザ・トゥー・オブ・アス』はオリビアが亡くなる以前から企画されており、1979年から2022年までの43年の間に発表されたデュエット曲を網羅することを目指した。音楽業界に精通したヴィニー・ヴェロがプロデュースを担い、元々は2021年8月に32曲入りのアルバムとして発売される予定だった。しかし予定に遅れが生じ、その結果アルバムは2枚に分けられることになった。このアルバムの中で最も古い曲はクリフ・リチャードとの「恋の予感」であり、『ザナドゥ』からのシングルとして1980年に発売された。「テイク・ア・チャンス」は映画『セカンド・チャンス』から1984年にシングルとして発売され、同年にはバリー・ギブのソロ・デビューアルバム『ニュー・ヴォイジャー』からプロモーション用シングルとして「フェイス・トゥ・フェイス」も発表された。「ベスト・オブ・ミー」はデヴィッド・フォスターの1986年のセルフタイトル・アルバムに収録されており、シングルとしても発売された。
2002年のデュエット・アルバム『デュエット・ウィズ・オリビア』のレコーディング・セッションからは4曲選ばれており、その中でヴァネッサ・アモロシとデュエットした「トゥルー・トゥ・ユアセルフ」は当時録音されていたながらオリビアとヴァネッサそれぞれのレコード会社間の対立によりアルバムには収録されなかった1曲である。ビージーズのカバー曲「ハウ・キャン・ユー・メンド・ア・ブロークン・ハート」はケリー・ラングの2016年のアルバム『スローバック』に収録されており、同年のオリビアのアルバム『リヴ・オン』から「心の中の小石」も選曲された。「ジョリーン」はドリー・パートンの楽曲で、オリビアも1976年に『水のなかの妖精』からのシングルとして既にカバーしていた一曲である。「ウィンドウ・イン・ザ・ウォール」と「プット・ユア・ヘッド・オン・マイ・ショルダー」は今回のアルバムのために新たに用意された。
「ラヴ・イズ・ア・ギフト」は元々1998年のアルバム『バック・ウィズ・ア・ハート〜オリビアより愛を込めて』に収録されていた曲であり、2018年にデルタ・グッドレムが主演したオリビアの伝記テレビ映画』のためにデルタとのデュエット曲として新録音された。
マライア・キャリーとの「愛すれど悲し」は1998年のマライアのコンサートにオリビアがゲスト出演してデュエットしたライヴ音源が収められている。

## シングル
コンピレーションからの最初のリード・シングルとして発表された「ウィンドウ・イン・ザ・ウォール」はオリビアの娘クロエ・ラッタンジーとのデュエットであり、2021年1月21日に二人が出演したミュージック・ビデオとともに発売された。ポール・アンカの1959年のヒットシングルをポールとのデュエットとして新録音した「プット・ユア・ヘッド・オン・マイ・ショルダー」は5月6日に2曲目のリード・シングルとして発表され、6月2日にはアニメーションのミュージック・ビデオも公開された。このデュエット・ヴァージョンはポールのアルバム『メイキング・メモリーズ』にも収録された。
『ジョリーン』のドリーとのデュエットとしての再録音は2021年12月から2022年1月にかけて行われ、オリビアの死後の2023年2月17日に3曲目の先行シングルとして発表された、生前のオリビアが出演するミュージック・ビデオも同時に公開された。

## 収録曲
| #         | タイトル                                                                       | 作詞・作曲                                                         | プロデューサー                   | 時間  |
| --------- | ------------------------------------------------------------------------------ | ------------------------------------------------------------------ | -------------------------------- | ----- |
| 1.        | 「Suddenly」(with クリフ・リチャード)                                          | ジョン・ファーラー                                                 | ファーラー                       | 4:00  |
| 2.        | 「Jolene」(with ドリー・パートン)                                              | ドリー・パートン                                                   | デーン・ブライアント             | 3:14  |
| 3.        | 「Act of Faith」(with マイケル・マクドナルド))                                 | マイケル・マクドナルド オリビア・ニュートン＝ジョン Tommy Sims     | Charles Fisher                   | 4:51  |
| 4.        | 「Window in the Wall」(with クロエ・ラッタンジー)                              | タイチ Eddie Kilgallon Thomas Paden                                | Dave Cobb                        | 3:48  |
| 5.        | 「Take a Chance」(with ジョン・トラボルタ)                                     | デヴィッド・フォスター スティーヴ・ルカサー ニュートン＝ジョン     | フォスター                       | 4:08  |
| 6.        | 「Put Your Head on My Shoulder」(with ポール・アンカ)                          | アンカ                                                             | アンカ                           | 4:46  |
| 7.        | 「Face to Face」(with バリー・ギブ)                                            | バリー・ギブ モーリス・ギブ George Bitzer                          | Barry Gibb Karl Richardson       | 4:18  |
| 8.        | 「I Honestly Love You」(with ジム・ブリックマン)                               | ピーター・アレン ジェフ・バリー                                    | ジム・ブリックマン David Pringle | 3:49  |
| 9.        | 「The Best of Me」(with デヴィッド・フォスター)                                | Foster Jeremy Lubbock リチャード・マークス                         | Humberto Gatica Foster           | 4:06  |
| 10.       | 「True to Yourself」(with ヴァネッサ・アモロシ)                                | Jane Vaughan Sylvia Bennett-Smith Andrew Murray ゲイリー・バーロウ | Fisher                           | 4:01  |
| 11.       | 「Lost Inside Your Heart」(with ジョン・セカダ)                                | ジョン・セカダ                                                     | Randy Barlow                     | 4:04  |
| 12.       | 「I'll Come Runnin'」(with ティナ・アリーナ)                                   | ダイアン・ウォーレン                                               | Fisher                           | 4:27  |
| 13.       | 「Never Far Away」(with リチャード・マークス)                                  | リチャード・マークス Jamey Clewer                                  | Fisher Marx                      | 4:48  |
| 14.       | 「How Can You Mend a Broken Heart」(with ケリー・ラング)                       | Barry Gibb Robin Gibb                                              | Lang                             | 3:47  |
| 15.       | 「Stone in My Pocket」(with エイミー・スカイ & べス・ニールセン・チャップマン) | Newton-John Amy Sky Beth Nielsen Chapman                           | Newton-John Sky Chapman          | 3:22  |
| 16.       | 「Love Is a Gift」(with デルタ・グッドレム)                                    | Newton-John Earl Rose Victoria Shaw                                | John Shanks                      | 4:20  |
| 17.       | 「Hopelessly Devoted to You (Live)」(with マライア・キャリー)                  | ファーラー                                                         | Jack Gulick Carey                | 1:59  |
| 合計時間: | 合計時間:                                                                      | 合計時間:                                                          | 合計時間:                        | 67:47 |

## チャート
| チャート(2023)                 | 最高 順位 |
| ------------------------------ | --------- |
| オーストラリア (ARIA)          | 29        |
| ベルギー (Ultratop Flanders)   | 83        |
| スコットランド (OCC)           | 39        |
| UK Digital Albums (OCC)        | 46        |
| US Top Album Sales (Billboard) | 26        |